# Buchholtz (kurländisch-preußisches Adelsgeschlecht)

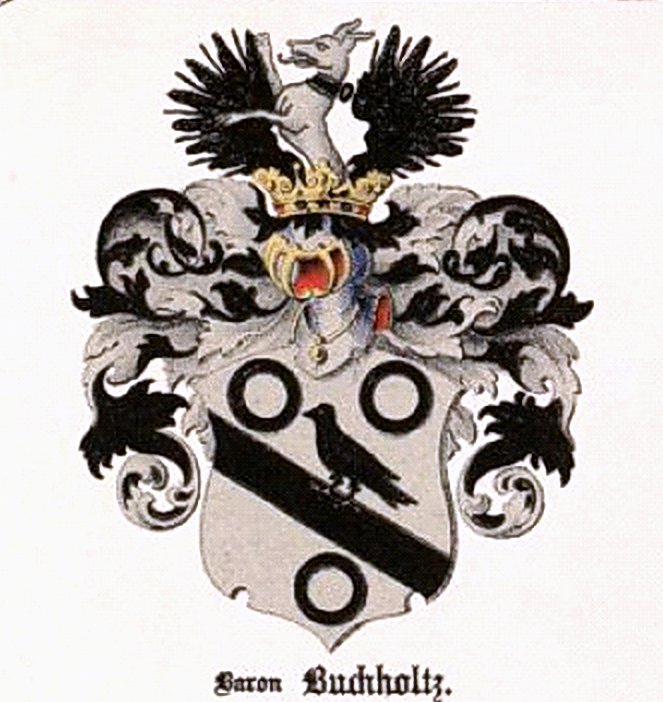
Stammwappen derer von Buchholtz

Buchholtz ist der Name eines kurländisch-preußischen Adelsgeschlechts, dessen Zweige gegenwärtig fortbestehen.
Es besteht keine nachweisbare Stammverwandtschaft mit den niederrheinischen Bocholtz, den westfälischen Buchholtz, dem 1784 in Preußen nobilitiertem Legationsrat und Resident in Warschau Heinrich von Buchholtz (1749–1811) oder dem 1835 in den Preußischen Adelstand erhobenen Justizrat Joachim Dietrich Buchholz, sowie weiteren gleich- oder ähnlichnamigen Nobilitierten und Familien. Die Abgrenzung unter den Familien als auch zu weiteren baltischen Namensträgern ist bisweilen schwierig und kontrovers.

## Geschichte
Die Buchholtz wurden mit dem vom Deutschen Orden in Kurland mit Fegen und Kurmahlen belehnten Johann Bockholt um 1464 zuerst urkundlich genannt. Die gesicherte Stammreihe der Familie beginnt mit Johann Bucholt, der 1523 vom Orden mit Asweden und Paddern ebd. belehnt wurde. 1620 wurden die Brüder Johann und Georg Buchholtz in die 1. Klasse der Kurländischen Ritterschaft (Nr. 13) immatrikuliert. Die Anerkennung zur Berechtigung zum Führen des Baronstitels für die kurländischen Linien erfolgte durch Beschlüsse des Regierenden Senats bzw. durch Senatsukas aus 1853 und 1862. Der Russische Oberst und Wirkliche Staatsrat Nikolai von Buchholtz erhielt für sich und seine Kinder 1855 und 1856 die Bestätigung dieser Berechtigung mit Eintragung ins Adelsgeschlechtsbuch des Gouvernements Twer.
Mehrfach stellte die Familie in Kurland Kreismarschalle und konnte sich zwischenzeitlich auch nach Livland, Litauen und ins innere Russlands, sowie nach Preußen ausbreiten.
Die Familie besaß zeitweise umfangreichen Gutsbesitz, der sich vor allem in Kurland befand. Dazu gehörten die Güter Danndorf (Pfand) und Brucken im Kreis Bauske, Auren im Kreis Doblen, Dexten, Feegen, Klein-Iwanden, Kimahlen und Marren im Kreis Goldingen, Altenburg, Krothen mit Bergkrothen und Ellihof, Lexten und Johgeln im Kreis Grobin, Birsen mit Zerrenden und Erkuln, Todaischen, Grösen, Asweden, Bojen, Langsehden, Paddern-Hasenphoth mit Silleneeken, Stackeldangen mit Korallen und Klein-Laschen sowie Bergdorf mit Alt-Appussen im Kreis Hasenpoth, Sillen, Iggen und Klein-Wirben im Kreis Talsen, sowie schließlich Garsden, Atlitzen und Suhrs mit Annenhof, Julianenhof, Stirben und Wersiken im Kreis Windau.
In Preußen waren Boggusch im Kreis Marienwerder, Esserischken und Elkinehlen sowie Abscheningken und Groß Karowen im Kreis Darkehmen, Gollubien und Kosacken im Kreis Oletzko, Gottschalksdorf im Kreis Graudenz, Gradtken im Kreis Allenstein, Paradies im Kreis Mohrungen, Paschutken im Kreis Rosenberg, Petersdorf im Kreis Labiau, Popowken und Truntlack im Kreis Gerdauen, Przellenck, Tataren und Jakunowen sowie Gorman und Ilmen im Angerburg, schließlich Wischwill im Kreis Pogegen zeitweise in Familienbesitz.
Inwieweit die Familie von Buchholtz, welche das märkische Rietz und das benachbarte Lüdendorf bei Treuenbrietzen von 1752 bis 1911 respektive bis 1901 besessen hat, mit den hier behandelten in Zusammenhang steht, war den verwendeten Quellen nicht zu entnehmen. Rolf Straubel nennt hier 1765 als Jahr der Nobilitierung.
Friedrich Wilhelm Eugen Glomsda (1838–1896), Leutnant zur See, Adoptivsohn und Neffe des preußischen Justizrats Julius von Buchholtz († nach 1880), hatte Ende 1868 eine preußische Hebung in den Adelstand erfahren. Er führte den Namen Glomsda von Buchholtz und das Wappen der Stammwappen der kurländischen Buchholtz, verstarb jedoch ohne Nachfahren zu hinterlassen.

## Wappen
Das Stammwappen zeigt in Silber einen erniedrigten schwarzen Schrägrechtsbalken, auf dem ein schwarzer Vogel sitzt, begleitet von drei (2, 1) schwarzen Ringen. Auf dem Helm mit schwarz-silbernen Decken ein silbernes Windspiel mit ausgeschlagener roter Zunge und schwarzem Halsband zwischen einem offenen Flug.
Das älteste bekannt gewordene Siegel der kurländischen Familie von Bockholt/Buchholz stammt von 1540, laut Oskar Stavenhagen. Tonnies Bockholt hat damit am 15. August 1540 eine Urkunde gesiegelt. Das Siegel zeigt das Wappen mit einem waagrechten Balken, nicht mit einem schrägen Balken.
Auch Johan Bockholt (* 3. August 1537, † 1602), isländischer Gouverneur von 1570 bis 1587 und von 1597 bis 1602, führte das gleiche Wappen. Im Staatsarchiv Bremen werden einige Briefe des Johan Bockholt aufbewahrt. Auf dem Brief vom 13. Juli 1581 an Bürgermeister und Rat der Stadt Bremen ist ein Siegel als Briefsiegel erhalten. Das Siegel zeigt eindeutig das Wappen mit dem Vogel auf einem waagrechten Balken und den drei Ringen und in der Helmzier den aufrechten Hund im offenen Flug.
1757 gab Wilhelm Raphael von Buchholtz anlässlich der Aufnahme in den Johanniterorden ein abweichendes Wappen an, das auch von seinen Deszendenten geführt wurde: in Rot ein schwarzer Querbalken auf dem ein silberner Vogel sitzt, begleitet von drei (2, 1) goldenen Ringen. Auf dem Helm mit rechts schwarz-silbernen und links rot-goldenen Decken ein silbernes Windspiel mit ausgeschlagener roter Zunge und rotem Halsband zwischen einem rechts silbernen und links rotem offenen Flug.

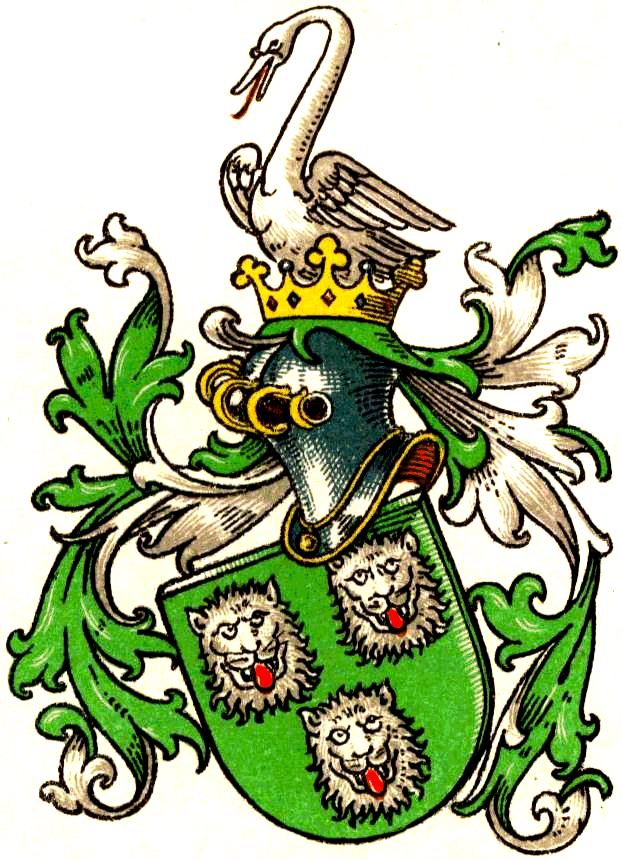
Stammwappen derer von Bocholtz

Um 1800 nahm Christoph Heinrich von Buchholtz († 1742) das Stammwappen der niederrheinischen Freiherrn und Grafen von Bocholtz irrtümlich an, welches auch von seinen Deszendenten überwiegend geführt wurde: in Grün drei (2, 1) silberne Leopardenköpfe mit ausschlagender roter Zunge. Auf dem Helm mit grün-silbernen Decken ein silberner Schwan.

## Angehörige
- Alexander August von Buchholtz (1802–1856), Rechtswissenschaftler
  - Johann Theodor Gustav von Buchholtz (1833–1878), Rechtsanwalt und Bürgermeister von Bromberg
    - Friedrich Gustav Felix von Buchholtz (1872–1938), deutscher Generalleutnant

- Leon Gustav Wilhelm von Buchholtz (1838–1911), deutsch-baltischer Gutsbesitzer und Politiker